# Francisco Antonio Vidal
Francisco Antonio Vidal (San Carlos, 1827 – Montevideo, 1889) è stato un politico uruguaiano.
È stato Presidente dell'Uruguay dal 15 marzo 1880 al 1º marzo 1882 e dal 1º marzo al 24 maggio 1886.